# Tom McCullough
Tom McCullough (22 de septiembre de 1975) es un ingeniero británico de Fórmula 1. Actualmente es el director de rendimiento del equipo Aston Martin.

## Carrera
McCullough pasó su tiempo en la universidad compitiendo en automovilismo amateur, participando en algunos eventos de Fórmula Ford 2000. Después de tres años en la Fórmula Ford, McCullough decidió que estaba más preparado para ser ingeniero que piloto y, por lo tanto, comenzó su carrera como ingeniero de automovilismo en Reynard Motorsport trabajando en proyectos de Le Mans para Panoz y Cadillac. Esto le dio a McCullough experiencia práctica para complementar sus estudios de ingeniería automotriz. Luego se centró en los proyectos IndyCar de Reynard a fines de la década de 1990 y se unió al departamento de investigación y desarrollo.
Cuando Reynard dejó de existir en 2002, McCullough se unió a la Fórmula 1, trabajando para Williams Racing. Originalmente trabajando como ingeniero de datos antes de convertirse en ingeniero de carreras. Pasó varias temporadas con el equipo, trabajando con Nico Hülkenberg, Rubens Barrichello y Bruno Senna, antes de dejar Williams a finales de 2012. Después de un breve período en Sauber como jefe de ingeniería de pista en 2013, regresó al Reino Unido desde Suiza, dirigiendo la oficina de ingeniería en pista del equipo Force India. Bajo la supervisión de McCullough, el equipo con sede en Silverstone ha tenido un éxito inmenso, incluidos los históricos cuartos lugares de Force India en 2016 y 2017 y una victoria para Racing Point en 2020 en la que el equipo también terminó en cuarto lugar.
El papel actual de McCullough en el nuevo equipo de Aston Martin que consiste en extraer el máximo rendimiento de ambos monoplazas en un fin de semana determinado. Trabaja muy de cerca con los equipos de ingeniería en ambos lados del garaje de Aston Martin y los grupos de rendimiento en la fábrica para garantizar que ambos coches se beneficien de la mejor información disponible en un fin de semana de carreras.